# Toutens
Toutens ist eine französische Gemeinde mit 430 Einwohnern (Stand: 1. Januar 2022) im Département Haute-Garonne in der Région Okzitanien (vor 2016: Midi-Pyrénées). Sie gehört zum Arrondissement Toulouse und zum Kanton Revel. Die Einwohner heißen Toutensois(es).

## Geographie
Toutens liegt rund 20 Kilometer ostsüdöstlich von Toulouse im Lauragais. In Toutens entspringt die Marcaissonne. Umgeben wird Toutens von den Nachbargemeinden Ségreville im Norden, Beauville im Osten, Cessales im Süden, Saint-Germier im Süden und Südwesten sowie Caragoudes im Westen und Nordwesten.

## Bevölkerungsentwicklung
| Jahr                       | 1962 | 1968 | 1975 | 1982 | 1990 | 1999 | 2006 | 2013 | 2020 |
| Einwohner                  | 110  | 129  | 107  | 149  | 151  | 143  | 167  | 311  | 402  |
| Quellen: Cassini und INSEE |      |      |      |      |      |      |      |      |      |

## Sehenswürdigkeiten
- Kirche St-Pierre-St-Paul, erbaut im 19. Jahrhundert
- Mühle von Hercule, erbaut 1851

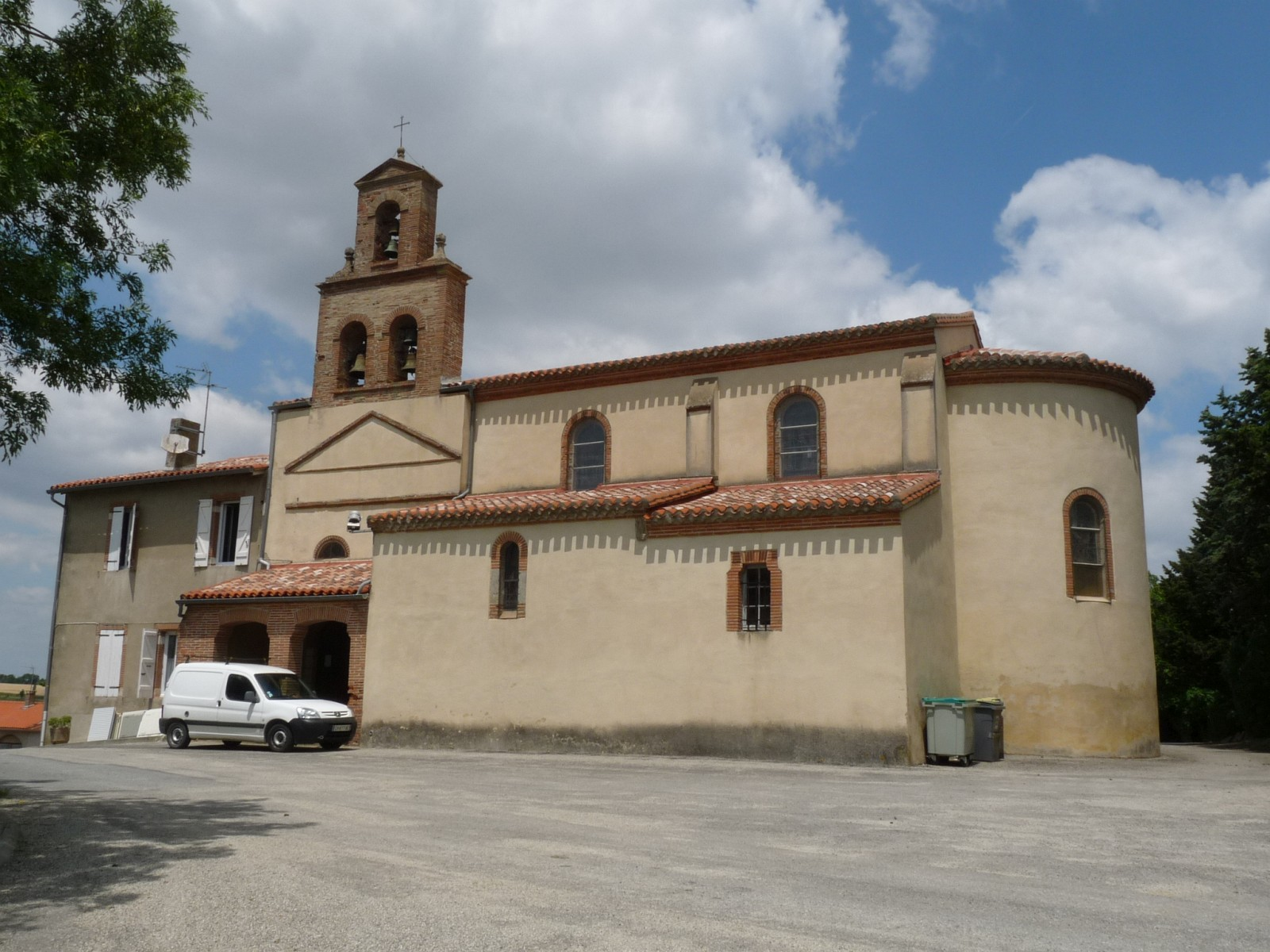
Kirche St-Pierre-St-Paul
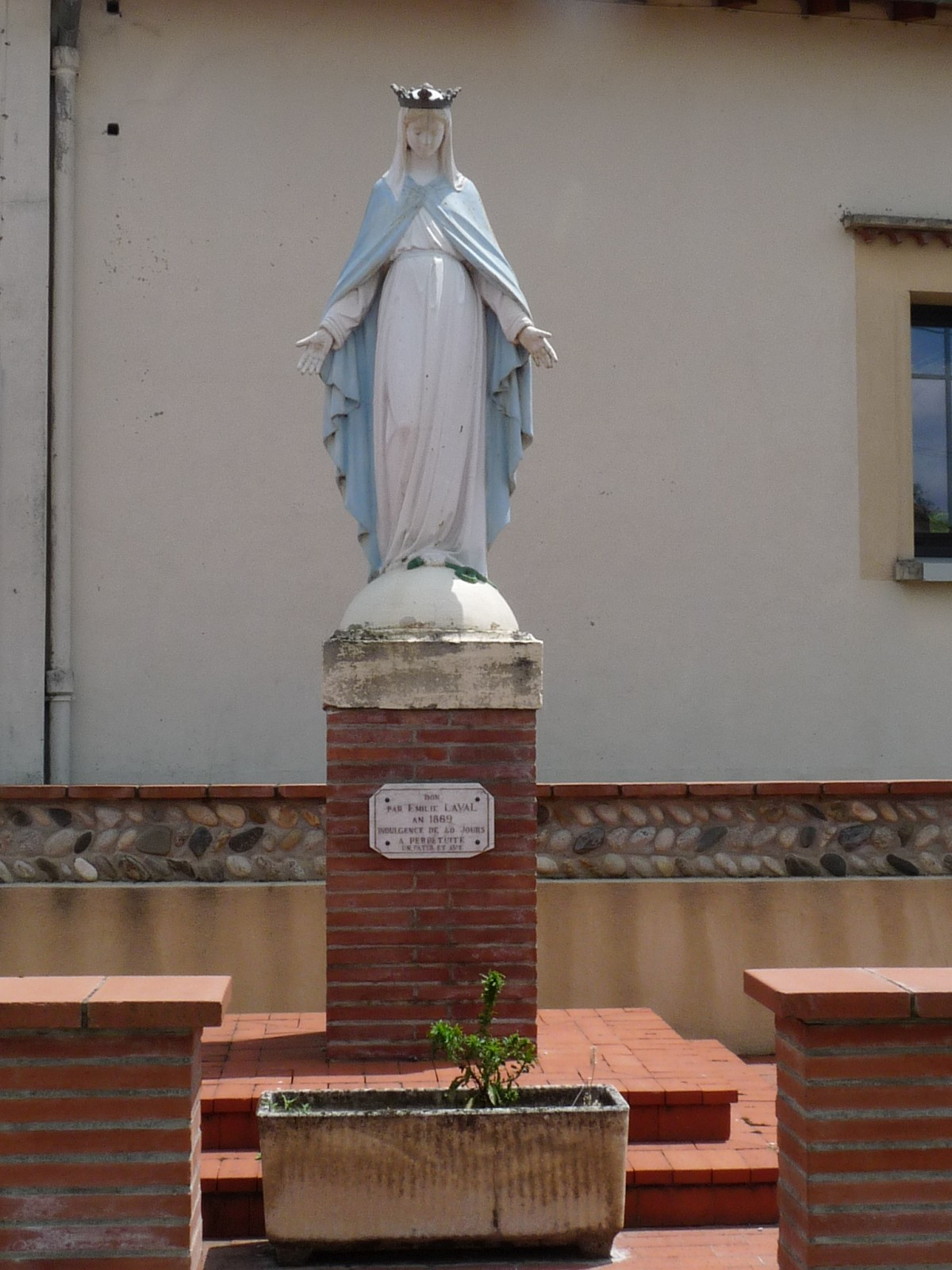
Marienstatue
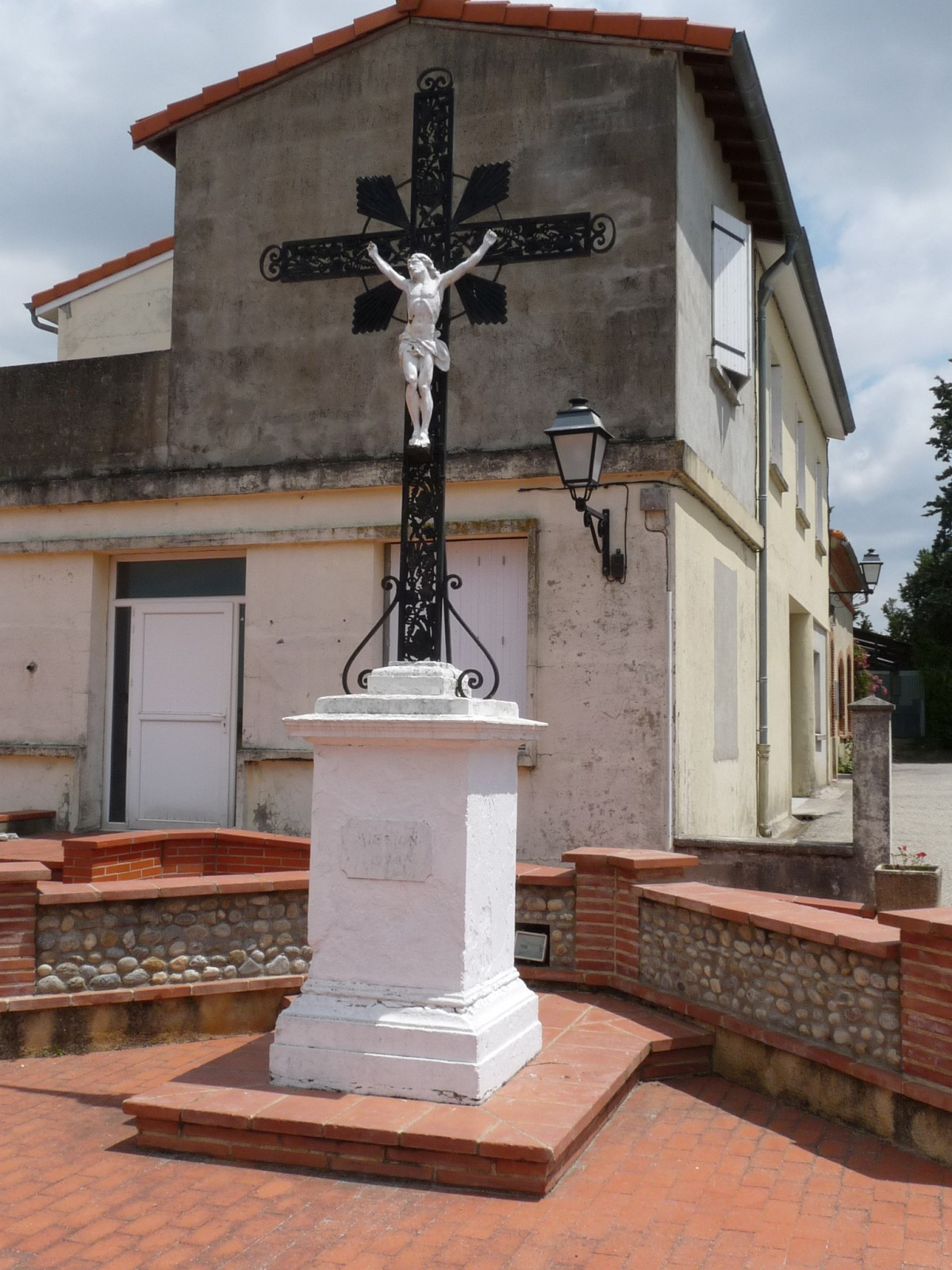
Missionskreuz
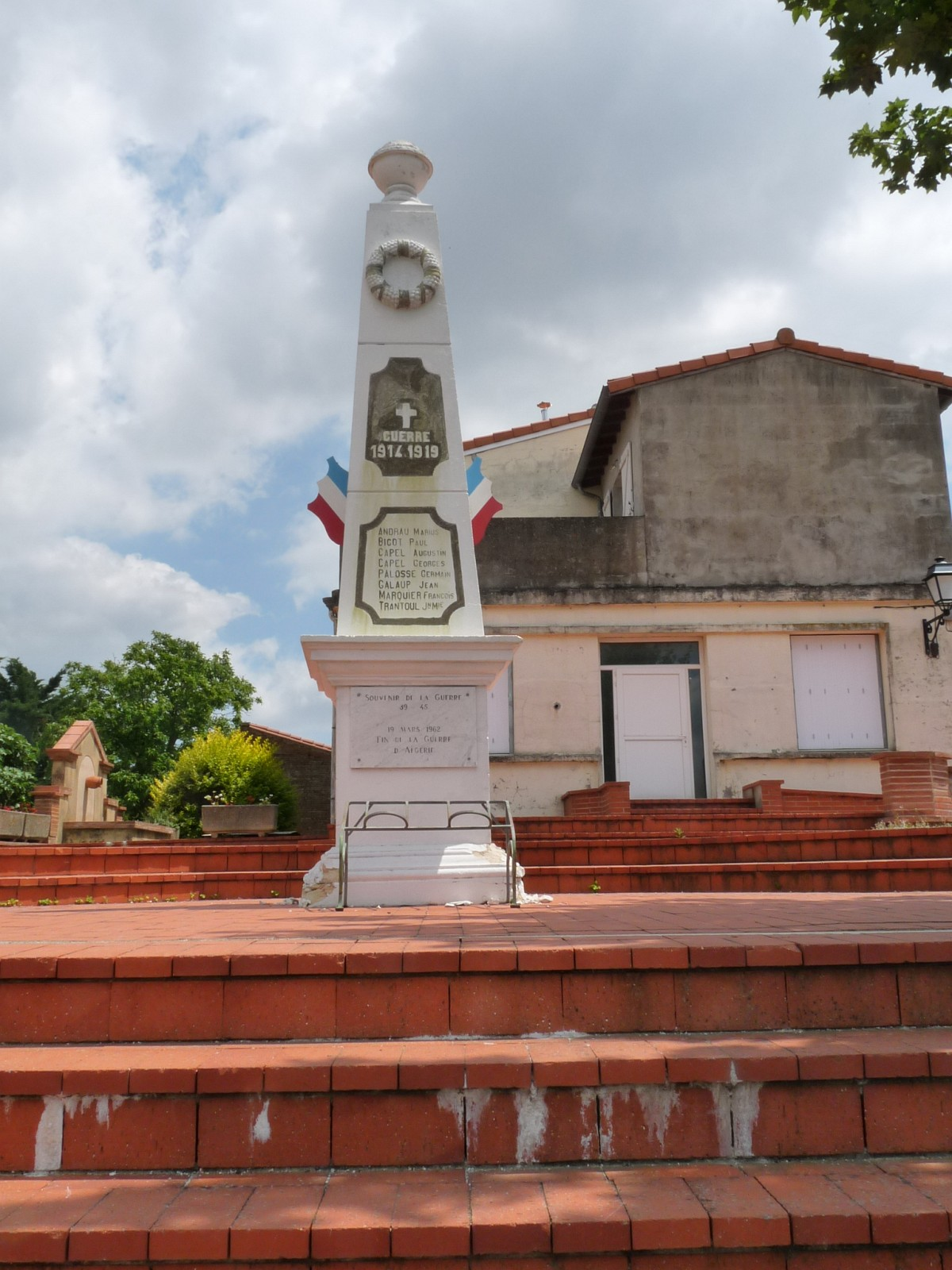
Gefallenendenkmal